# Frechilla
Frechilla es un municipio y localidad española de la provincia de Palencia, en la comunidad autónoma de Castilla y León. Fue cabecera del partido de Frechilla. Cuenta con una población de 136 habitantes (INE 2024).

## Geografía
El término municipal está integrado dentro de la Zona de especial protección para las aves denominada La Nava - Campos Norte perteneciente a la Red Natura 2000.

## Historia
El topónimo de Frechilla parece proceder de Fractella pues así se la citaba en el Becerro de Sahagún del año 989, como villa fractu o quebrantada o bien promontorio con caída o fractura, esto es, lugar de la pequeña prominencia quebrada.
La localidad fue cabeza de partido judicial desde 1833 hasta 1967.

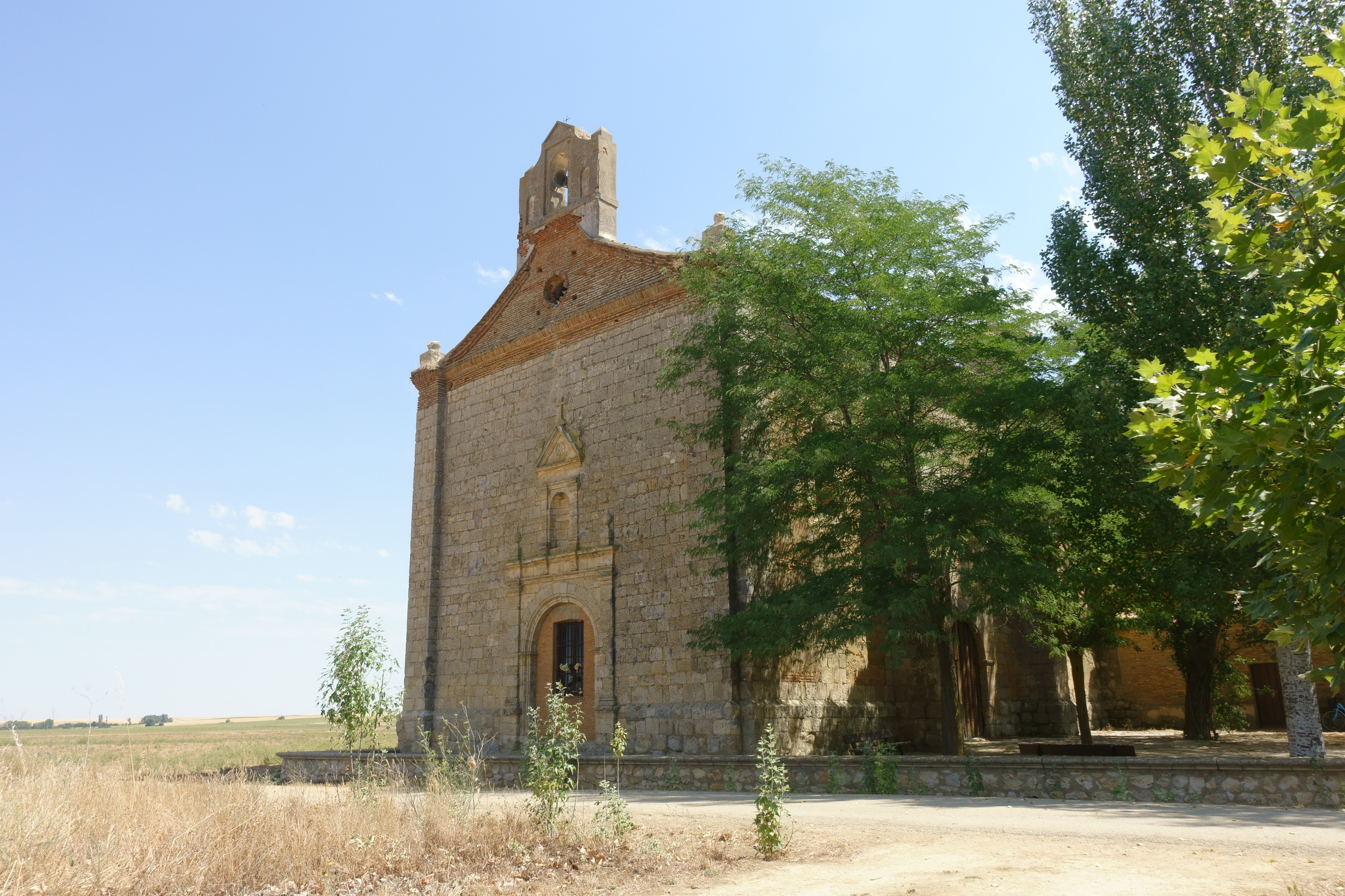
Ermita de San Miguel

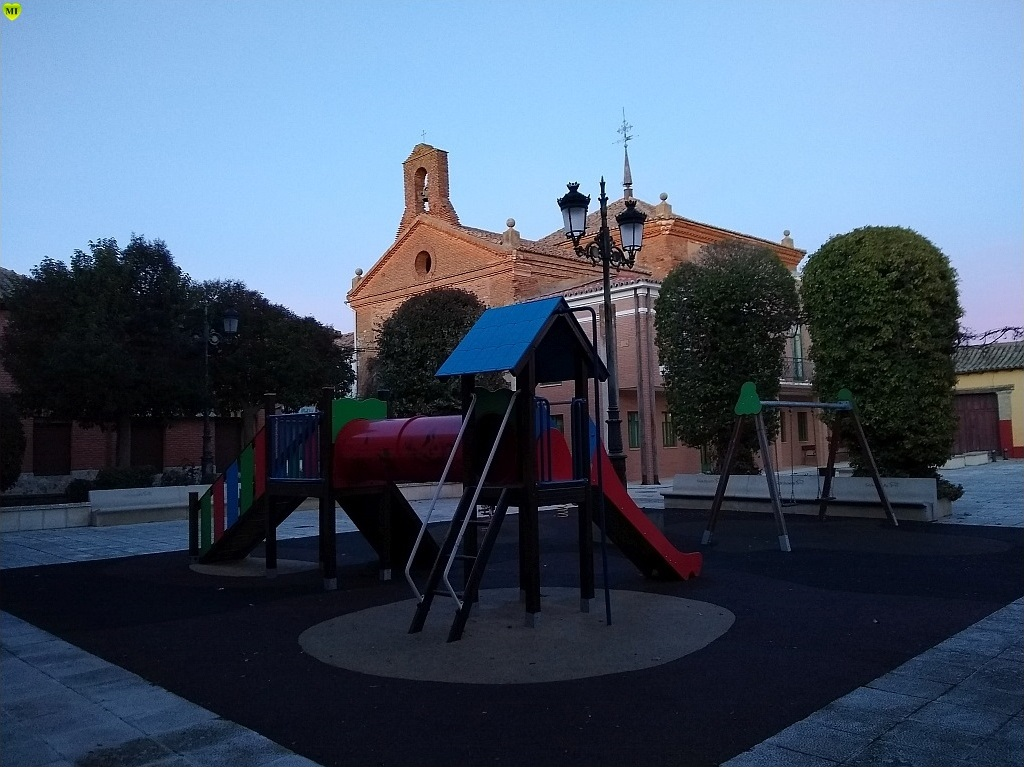
Ermita de Nuestra Señora del Coso

En Frechilla se ha hallado un famoso puñal de centenas de la Edad de Bronce, muy típico de las encontradas en distintas inhumaciones o enterramientos de ese periodo histórico. También se han encontrado variados materiales arqueológicos en diversos de sus parajes, unos en el casco de la villa y otros al trazarse el canal de riego Carrionlea, vertederos romanos que se han datado en la 2.ª mitad del siglo.
Por su situación transcendental, es fácil concluir que en Frechilla pudiera haber existido alguna villa romana procedente de Paredes de Nava.
Esta localidad dispuso de muralla hasta 1836, así lo recuerdan el nombre de algunas de sus puertas: Santa María, la de la Calle Mayor, Mediavilla, San Miguel y el póstigo de San Juan.
En Frechilla tuvo su casa fuerte el mayordomo de doña Berenguela, Gonzalo Ruiz de Girón y arrasada por su enemigo el Conde de Lara, Alvar Núñez, lo que similarmente pasaría con el movimiento comunero.
Cabecera de comarca en época medieval, señorío del duque de Braganza y marqués de Frechilla. Tras 1833, cabeza de Partido, Registro de la Propiedad.
La iglesia de Santa María se construyó conforme a las trazas del gran Francisco de Ruaves en 1620, monumento histórico-artístico, que había ardido en 1533, de esbelta torre de 50 metros de altura.
Su gran retablo mayor es barroco, otro conserva un magnífico calvario gótico del siglo XVI, buena sillería en el coro, interesante escultura del Niño Jesús Dormido, y con uno de los mejores órganos de Castilla y Leóny exquisito cáliz-custodia del siglo XVII.
Cerca se levanta la ermita de San Miguel, patrono de la villa de mediados del siglo XVII, con bóveda de cañón y, al lado un pozo de 1399. Otra de sus ermitas es la de la Virgen del Coro o Corso, de la 2.ª mitad del siglo XVII, pero existieron varias ermitas más: dedicadas a San Mamés, Santiago, San Martín, San Román, etc.
Aún conserva Frechilla buenos ejemplares de palomares tradicionales.

## Demografía
Cuenta con una población de 136 habitantes (INE 2024).

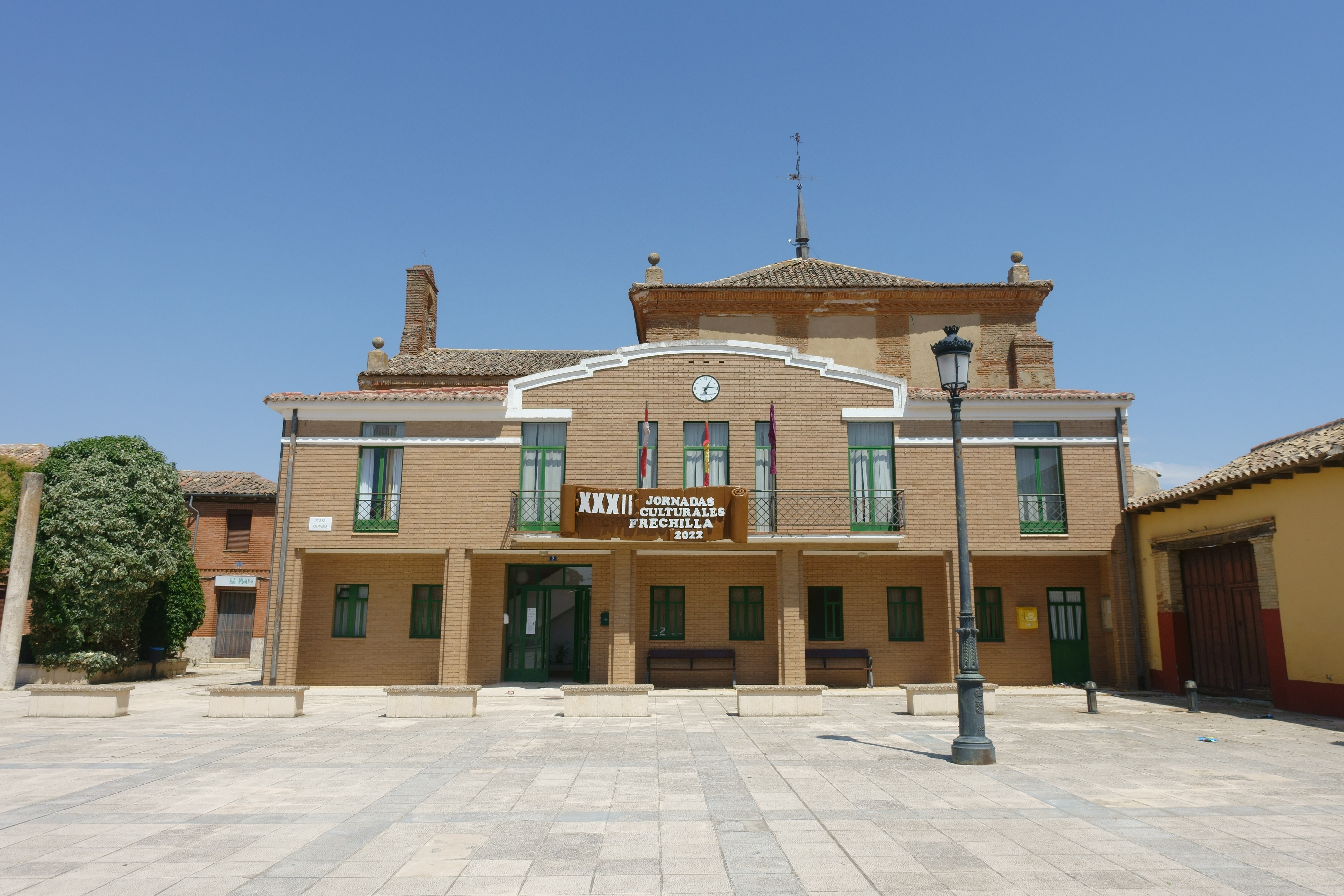
Casa consistorial

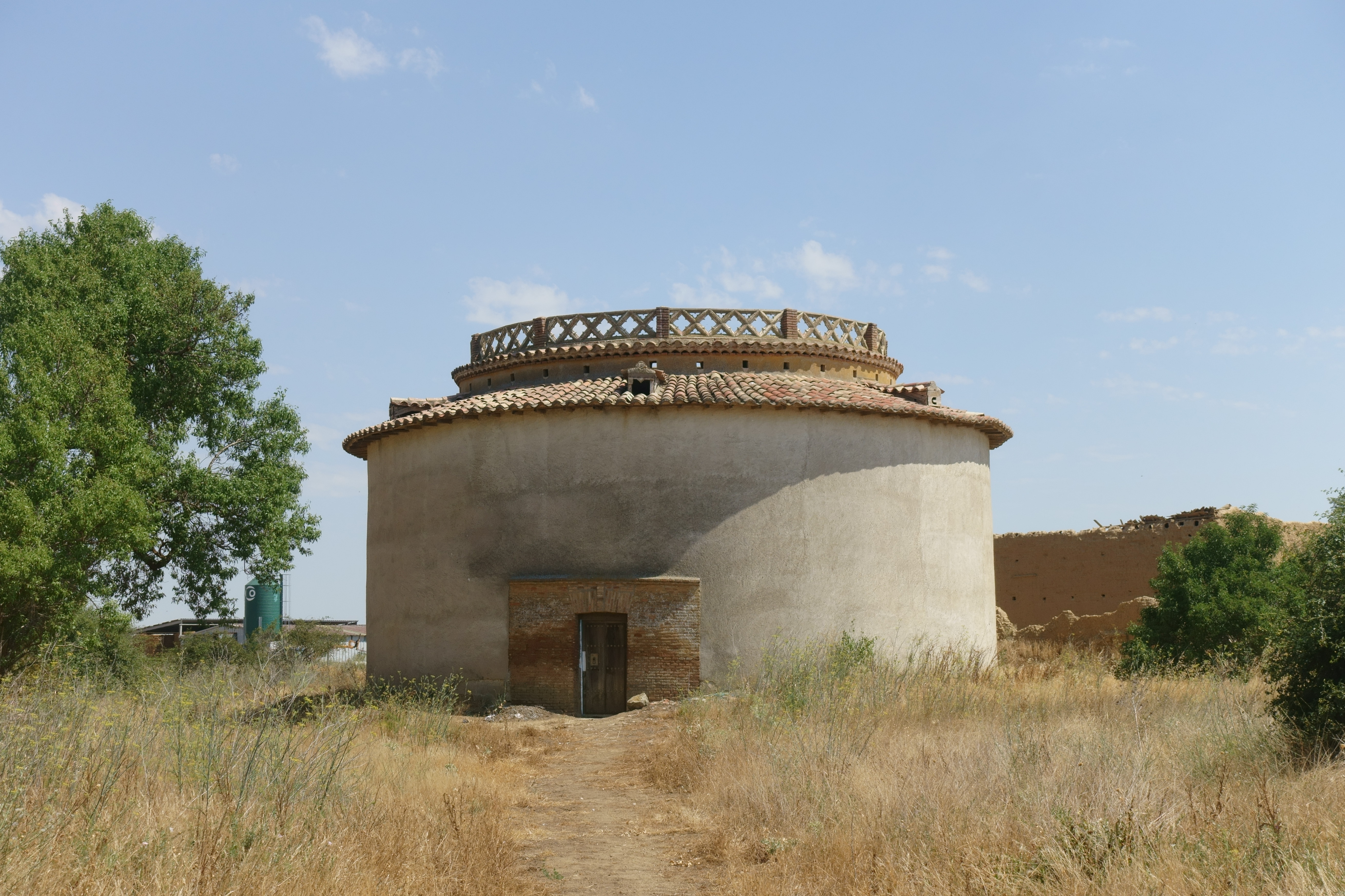
Palomar

| Gráfica de evolución demográfica de Frechilla entre 1842 y 2021                                                       |
| |
| Población de derecho según los censos de población del INE. Población de hecho según los censos de población del INE. |

## Cultura

### Patrimonio

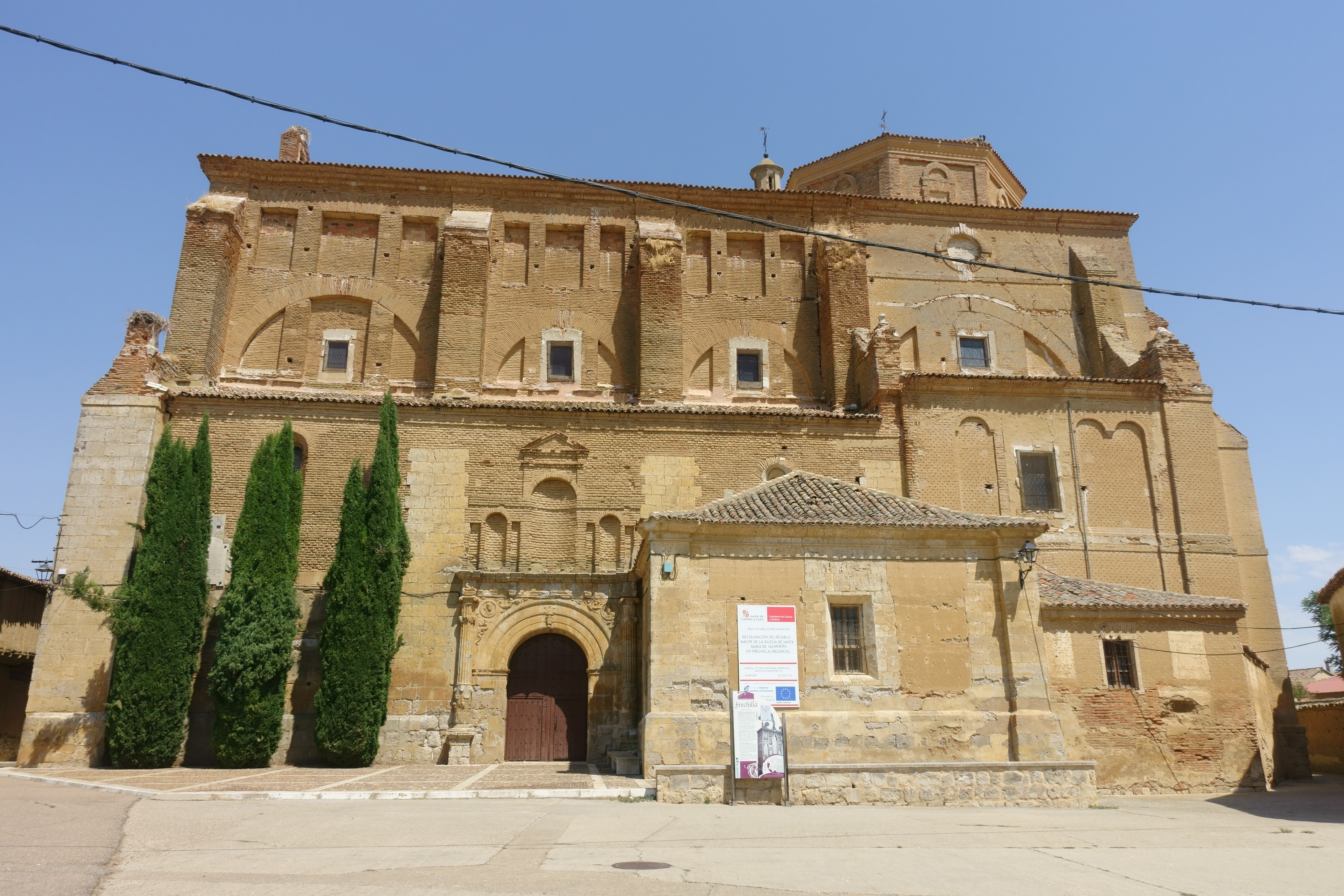
Iglesia de Santa María

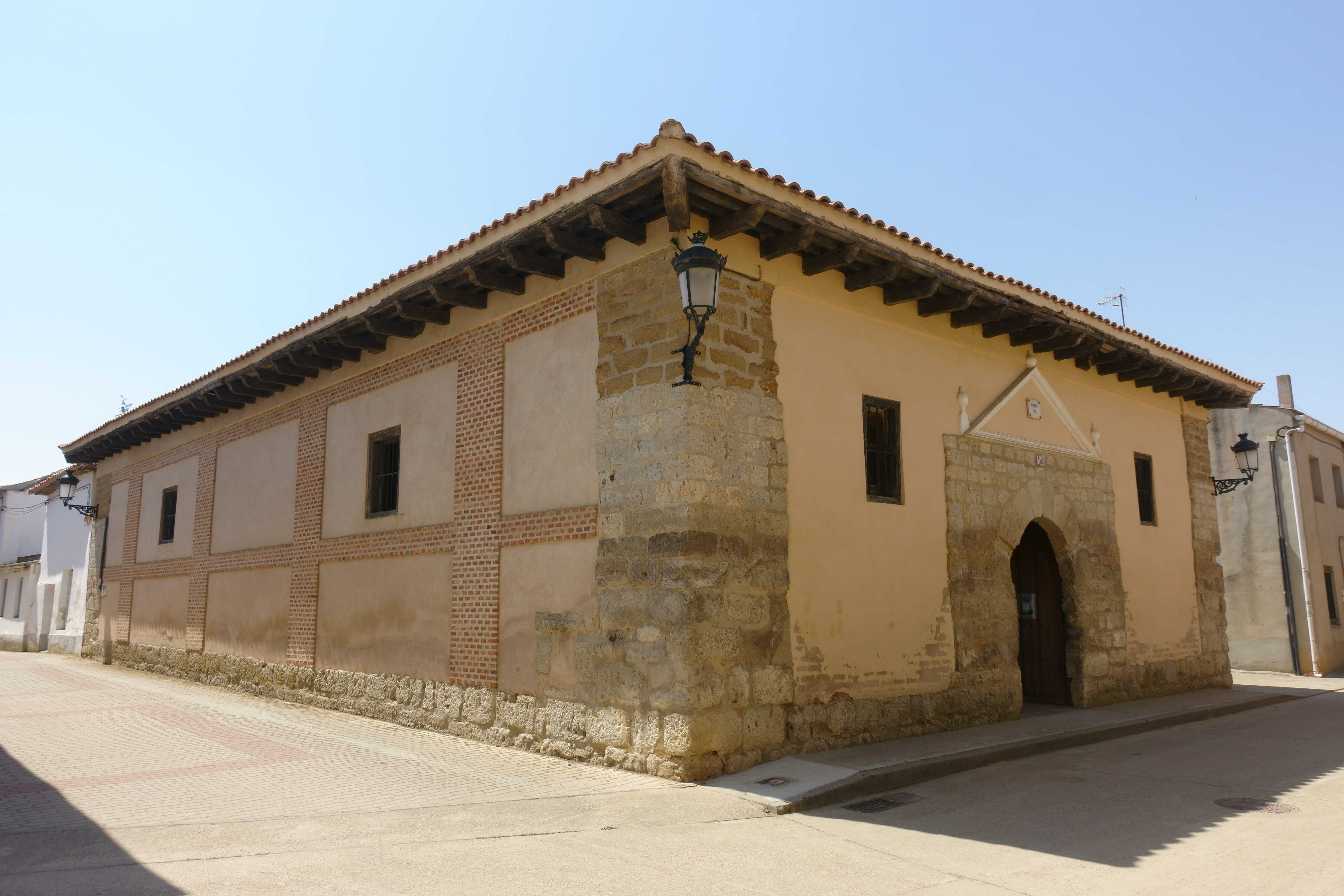
Antiguo pósito

- Iglesia de Santa María. Declarada bien de interés cultural en 1994.
- Puente decimonónico en obra mixta de ladrillo y piedra caliza.

### Fiestas
- El 29 de abril, La Traída. Llevada en hombros del santo patrón San Miguel Arcángel desde la ermita que lleva su mismo nombre hasta la iglesia de la villa, Iglesia Parroquial de Santa María (de Valvanera), por los quintos del pueblo.
- El 8 de mayo, San Miguel. El santo patrón San Miguel Arcángel es llevado en procesión de nuevo a su ermita, en la que permanecerá hasta el año siguiente.
- El 9 de mayo, San Miguelillo
- El 10 de mayo, La Diablesa
- El 11 de mayo, El Rabillo
- El 15 de mayo, San Isidro
- El 13 de junio, San Antonio
- Alrededor del 23 de junio, San Juan
- El 29 de septiembre, San Miguel. Aunque se celebra el día 8 de mayo, el día 29 de septiembre también es fiesta en Frechilla.